# Louis Auguste Blanqui
'Louis Auguste Blanqui, francoski socialist in revolucionar, * 8. februar 1805, Puget-Théniers, Francija,  preminil je prvega januarja leta 1881 v Parizu. Znan je po svoji revolucionarni teoriji blankizem. Za zmago socializma je Blanqui predvidel uporabo majhne, a dobro organizirane in oborožene revolucionarne elite. Blanqui za razliko od Marxa ni bil preveč optimističen glede delavskega razreda in mu ni pripisoval večje pomembnosti. Zanj je pomemben akt revolucije, manj pa način in vsebina socializma po revoluciji. 

## Življenjepis
Oče Louisa Augusta Blanquija je bil italijanskega rodu ter je bil podprefekt (francoski upravnik), njegov oče pa je bil liberalni ekonomist. Louis, ki je imel dobro izobrazbo, je študiral pravo in medicino, nato pa je spoznal, da je njegova strast v politiki. Bil je zelo aktiven in delil svoje mnenje s kolegi. Kot socialist je Louis stremel k enakomerni prerazporeditvi bogastva med vsemi ljudi. Leta 1824 je sodeloval pri republikanskih zarotah, nato pa je bil leta 1827 hudo ranjen, ko je sodeloval pri uličnem dvoboju pod vladavino Karla X.. Sodeloval je v julijski revoluciji leta 1830, nato pa kmalu bil obsojen na smrtno kazen zaradi podpiranja republikanstva. Kazen so kasneje znižali na dosmrtno kazen. Med revolucijo leta 1848 je pobegnil iz zapora, a ni bil zadovoljen s spremembami, ki jih je sprožila revolucija. Še naprej je napadal prejšnje institucije, s katerimi se ni strinjal ter poskusil doseči svoje ideale. Blanqui je ustanovil Centralno republikansko društvo, ki je zahtevalo menjavo vlade. Zaradi tega se je sprl z bolj umirjenimi republikanci, ki so mu za nadaljnjih deset let odvzeli prostost. Leta 1865 je pobegnil iz zapora in svojo propagiranje proti vladi nadaljeval iz tujine. Sporazum leta 1869 mu je omogočil vrnitev v Francijo, tam pa je nasprotoval nasilju in komentiral tedanje nasilne dogodke. Med Pariško komuno leta 1871 je bil v eni od skupin, ki je prevzela oblast v mestu. Po padcu Komune je bil ponovno aretiran in obsojen na izgon v čezmorske kolonije, vendar je zaradi šibkega zdravja ostal zaprt v Franciji. Leta 1879 je bil dokončno pomiloščen in je ponovno začel s politično agitacijo. Umrl je zaradi infarkta, ki se je zgodil po političnem srečanju v Parizu, na katerem je imel tudi svoj govor. Pokopan je na pokopališču Père Lachaise, njegov kenotaf je oblikoval kipar Jules Dalou.

## Blankizem
Blanquijeva glavna teorija je po njem imenovan blankizem. Teorija govori o različici revolucije, ki se je Blaquiju zdela najbolj učinkovita. Precej se razlikuje od teorij glavnega socialističnega toka, kar ga je označilo kot nemarksističnega socialista. V nasprotju od Karla Marxa je menil, da množična gibanja in delavski razred niso zmožni zanetiti revolucije. Po njegovem bi morala revolucijo začeti relativno majhna skupina organiziranih ljudi. Taka skupina, ki bi vodila revolucijo, bi prevzela oblast in zgrda utemeljila svoja nova pravila in zakone. Ljudem, ki bi se najhitreje vnesli v novem sistemu in se tudi strinjali z novimi načeli, bi dali v roke moč oblasti. Blanqui je bil prepričan, da bi bil tak način revolucije primeren, a je bil glede poteka hipotetične revolucije vseeno zaskrbljen. Večina drugih filozofov se je osredotočala na značilnosti družbe, ki bi nastala po njej. Po tem se Louis razlikuje od drugih utopističnih socialistov. 

## Zapuščina
Louis Auguste Blanqui je bil skozi celotno življenje v sporu s francosko vlado zaradi njegovih skrajnih radikalnih prepričanjih, ki jih je bil pripravljen vsiliti z nasiljem. Zaradi tega je tudi pol svojega življenja preživel v ječi. Zelo veliko je prispeval k časnikarstvu, objavil pa je tudi delo, ki se imenuje  L'Eternité par les astres (1872), kar dobesedno pomeni Večnost z zvezdami. Po njegovi smrti so bile njegove razprave glede ekonomskih in socialnih vprašanj zbrane po naslovom Critique sociale (1885) (Socialna kritika).

## Dela
Večino opusa sestavljajo novinarski prispevki .
•	Večnost z zvezdami (napisal uvod in prevedel v angleščino Mitchell Abidor) 
•	Socialna kritika  (izbrana dela, teorije, socialna in ekonomska vprašanja)
•	Ostali prispevki, večinoma na področju časopisov (novinarstvo).
Blanquijeva dela niso prevedena v slovenščino.

### Internetni viri
- Blanqui Luis. [internet]. [citirano 25.11.2017]. Dostopno na naslovu: https://www.britannica.com/biography/Auguste-Blanqui
- Blanqui Luis. [internet]. [citirano 25.11.2017]. Dostopno na naslovu:  http://www.encyclopedia.com/people/history/french-history-biographies/louis-auguste-blanqui
- Blanqui Luis. [internet]. [citirano 25.11.2017]. Dostopno na naslovu:   https://www.marxists.org/reference/archive/blanqui/bio/index.htm
- Blanqui in Marx. [internet]. [citirano 9.1.2018] Dostopno na naslovu: https://www.jacobinmag.com/2017/06/blanqui-marx-french-revolution-paris-commune-jacobins

### Knjižni viri
- Greene D. E. 2017. Communist Insurgent – Blanqui's Politics of Revolution. Chicago: Haymarket Books
- Russel B. 2008. A History of Western Philosophy. : Routledge Classics
- Gaarder J. 1997. Zofijin svet. Maribor: Obzorja